# Lubomyriwka (obwód chmielnicki)
Lubomyriwka (ukr. Любомирівка) – wieś na Ukrainie, w obwodzie chmielnickim, w rejonie nowouszyckim. W 2001 roku liczyła 320 mieszkańców.